# Don Không
Don Không är en ö i Laos.   Den ligger i distriktet Muang Không och provinsen Champasack, i den södra delen av landet, 500 km sydost om huvudstaden Vientiane.